# Ocean Springs
Ocean Springs es una ciudad del condado de Jackson, Misisipi, Estados Unidos. Según el censo de 2000 tenía una población de 17.225 habitantes y una densidad de población de 571.4 hab/km².

## Demografía
Según el censo de 2000, había 17.225 personas, 6.650 hogares y 4.688 familias residiendo en la localidad. La densidad de población era de 571,4 hab./km². Había 7.072 viviendas con una densidad media de 234,6 viviendas/km². El 87,74% de los habitantes eran blancos, el 7,03% afroamericanos, el 0,40% amerindios, el 2,63% asiáticos, el 0,08% isleños del Pacífico, el 0,63% de otras razas y el 1,50% pertenecía a dos o más razas. El 2,50% de la población eran hispanos o latinos de cualquier raza.
Según el censo, de los 6.650 hogares en el 35,1% había menores de 18 años, el 55,2% pertenecía a parejas casadas, el 11,1% tenía a una mujer como cabeza de familia y el 29,5% no eran familias. El 24,6% de los hogares estaba compuesto por un único individuo y el 9,7% pertenecía a alguien mayor de 65 años viviendo solo. El tamaño promedio de los hogares era de 2,56 personas y el de las familias de 3,06.
La población estaba distribuida en un 26,3% de habitantes menores de 18 años, un 7,3% entre 18 y 24 años, un 29,7% de 25 a 44, un 24,3% de 45 a 64 y un 12,5% de 65 años o mayores. La media de edad era 38 años. Por cada 100 mujeres había 93,0 hombres. Por cada 100 mujeres de 18 años o más, había 89,3 hombres.
Los ingresos medios por hogar en la localidad eran de 45.885 dólares ($) y los ingresos medios por familia eran 56.237 $. Los hombres tenían unos ingresos medios de 37.733 $ frente a los 26.580 $ para las mujeres. La renta per cápita para la ciudad era de 22.923 $. El 5,3% de la población y el 3,4% de las familias estaban por debajo del umbral de pobreza. El 4,2% de los menores de 18 años y el 8,3% de los habitantes de 65 años o más vivían por debajo del umbral de pobreza.

## Geografía
Según la Oficina del Censo de los Estados Unidos, Ocean Springs tiene un área total de 39,4 km² de los cuales 30,1 km² corresponden a tierra firme y 9,3 km² a agua. El porcentaje total de superficie con agua es 23,57%.